# Caenotropus maculosus
Caenotropus maculosus és una espècie de peix de la família dels quilodòntids i de l'ordre dels caraciformes.

## Morfologia
- Els mascles poden assolir 10,8 cm de longitud total.
- Nombre de vèrtebres: 31-32.[4][5]

## Hàbitat
És un peix d'aigua dolça i de clima tropical.

## Distribució geogràfica
Es troba a Sud-amèrica: conca del riu Cuyuni (est de Veneçuela), rius Essequibo i Cuyuni (Guaiana), riu Corantijn (Surinam i Guaiana) i riu Maroni (Surinam i la Guaiana Francesa).